# بيروكبريتيت الصوديوم
بيروكبريتيت الصوديوم أو ميتابيسلفيت الصوديوم مركب كيميائي له الصيغة Na2S2O5 ، ويكون على شكل مسحوق بلوري أبيض.

## الخواص
- مركب بيروكبريتيت الصوديوم غير ثابت، وذلك بسبب طول الرابطة بين ذرتي الكبريت في المركب.
- ينحل مركب بيروكبريتيت الصوديوم بشكل جيد في الماء، وذلك مع حدوث تفاعل حلمهة بشكل بطيء إلى بيكبريتيت الصوديوم

Na2S2O5 + H2O ⇌ 2NaHSO3
- يتحرر غاز ثنائي أكسيد الكبريت بتماس بيروكبريتيت الصوديوم مع الأحماض وتفكك المركب بالتسخين.

Na2S2O5 + 2HCl → 2NaCl + 2SO2 + H2O

## التحضير
يحضر مركب بيروكبريتيت الصوديوم من تمرير غاز ثنائي أكسيد الكبريت على محلول 50-70% من هيدروكسيد الصوديوم حيث يتشكل بداية كبريتيت الصوديوم، باستمرار التفاعل نحصل على الناتج المطلوب
Na2SO3 + SO2 → Na2S2O5

## الاستخدامات
- يستعمل كمضاد أكسدة ضمن الإضافات الغذائية تحت رقم الإي E223
- يستعمل في صناعة الورق من أجل إزالة الكلور ومن أجل منع تشكل الفطريات.

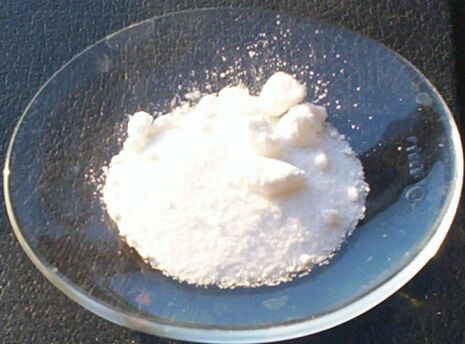
بيروكبريتيت الصوديوم